# Museu da Imagem e do Som do Ceará
O Museu da Imagem e do Som do Ceará (MIS), é um museu brasileiro situado no estado do Ceará, na cidade de Fortaleza. É especializado na documentação da produção audiovisual da cultura cearense.

## História
A documentação de material audiovisual tem início em 1980 nas instalações do subsolo do prédio da Biblioteca Pública Estadual Governador Menezes Pimentel. Depois de alguns anos o MIS deixou o antigo Departamento de Patrimônio de Bibliografia, passando a pertencer ao Departamento de Audiovisual. Neste processo teve seu acervo ampliado, posto que recebeu os equipamentos, documentos, fotos, cromos, fitas de áudio e cordel do extinto Centro de Referência Cultural (CERES), além de uma coleção de filmes da TV Educativa.
Foi reinaugurado no dia 7 de agosto de 1996 em sua atual sede. A casa que hoje abriga o MIS foi projetada pelo arquiteto José Barros Maia, (Mainha) para ser residência do Senador Fausto Augusto Borges Cabral, sendo inaugurada em novembro de 1951.
Em 1963, por determinação do Governador Virgílio Távora, passou a ser residência oficial e sede do Governo do Estado, função que ocupou até 1971. Desapropriada pelo Governo Estadual, foi feita sede do Museu Antropológico do Ceará, que ali funcionou até 1990.
Além da arquitetura sóbria e harmoniosa, com jardins e flores, a casa conta com a proteção de dois leões de porcelana vindos da cidade do Porto. Datadas do início do século XX, estas peças são a marca registrada deste prédio histórico que hoje abriga o MIS.

## Acervo e estrutura
O MIS trabalha com a catalogação de material sobre Fortaleza, artes plásticas, artesanato, festas, folguedos, história, literatura de cordel, música, paisagens, personalidades e tipos característicos do Ceará, religiosidade e música. A pesquisa ao acervo é feita através do banco de dados na sede ou pela internet no site da Secretaria de Cultura do Ceará (SECULT). O acervo é composto por diversos suportes como fitas cassetes, fitas VHS, CDs, fotografias, slides, livros, LPs de vinil, discos de cera etc.